# Nenapravitelní
Nenapravitelní (francouzsky Les Sous-doués) je francouzská filmová komedie z roku 1980 režírovaná Claudem Zidim.

## Děj
Poté, co je v televizi negativně propíráno, že v lyceu Ludvíka XIV. neustále klesá úroveň výsledků maturit a dokonce všichni studenti posledního ročníku u maturit propadli, je v lyceu zavedena disciplína a pevný řád. Studenti ale učitelskému sboru vyhlásí válku. Vzájemně se různě ztrapňují, což je snesitelné až do doby, kdy dojde k odpálení bomby. Poté dojde k rozhodnutí, že pokud studenti nezvládnou maturitní zkoušku, půjdou do vězení. Studenti se proto snaží vymyslet, jak to zařídit, aby se nemuseli moc učit.
Nápady studentů jsou opravdu zajímavé. Jeden ze studentů si připraví umělý šestý prst. Těhotná studentka začne při maturitě rodit a písemnou část maturity za ní napíše lékař. Studentovi z Afriky napovídá jeho otec prostřednictvím bubnů. Student, jehož otec je knihtiskař, vyrobí synovi nápovědu ukrytou v podrážek jeho bot. Otec studenta, který je technik, přijde s nápadem, aby si nechal na ruku připnout mechanismus, který bude kopírovat tahy jiného člověka, který bude správnou odpověď psát jinde. Na ústní zkoušku si jeden student přinese kufr, z kterého promítá nápovědu na zeď za zkoušející komisi.
Takto u maturit všichni uspějí.

## Obsazení
- Michel Galabru – policista
- Daniel Auteuil
- Tonie Marshall
- Raymond Bussières
- Féodor Atkine
- Françoise Michaud
- Richard Bohringer
- Robert Dalban
- Maria Pacôme